# Richard E. Cavazos
Richard Edward Cavazos, född 31 januari 1929, död 29 oktober 2017, var en amerikansk general. Cavazos var den förste med latinamerikanskt ursprung att bli fyrstjärnig general.
Militärbasen Fort Cavazos i Texas är uppkallad efter Cavazos, från att tidigare hetat Fort Hood.